# 燕山石化
39°43′42.59″N 115°57′13.05″E / 39.7284972°N 115.9536250°E

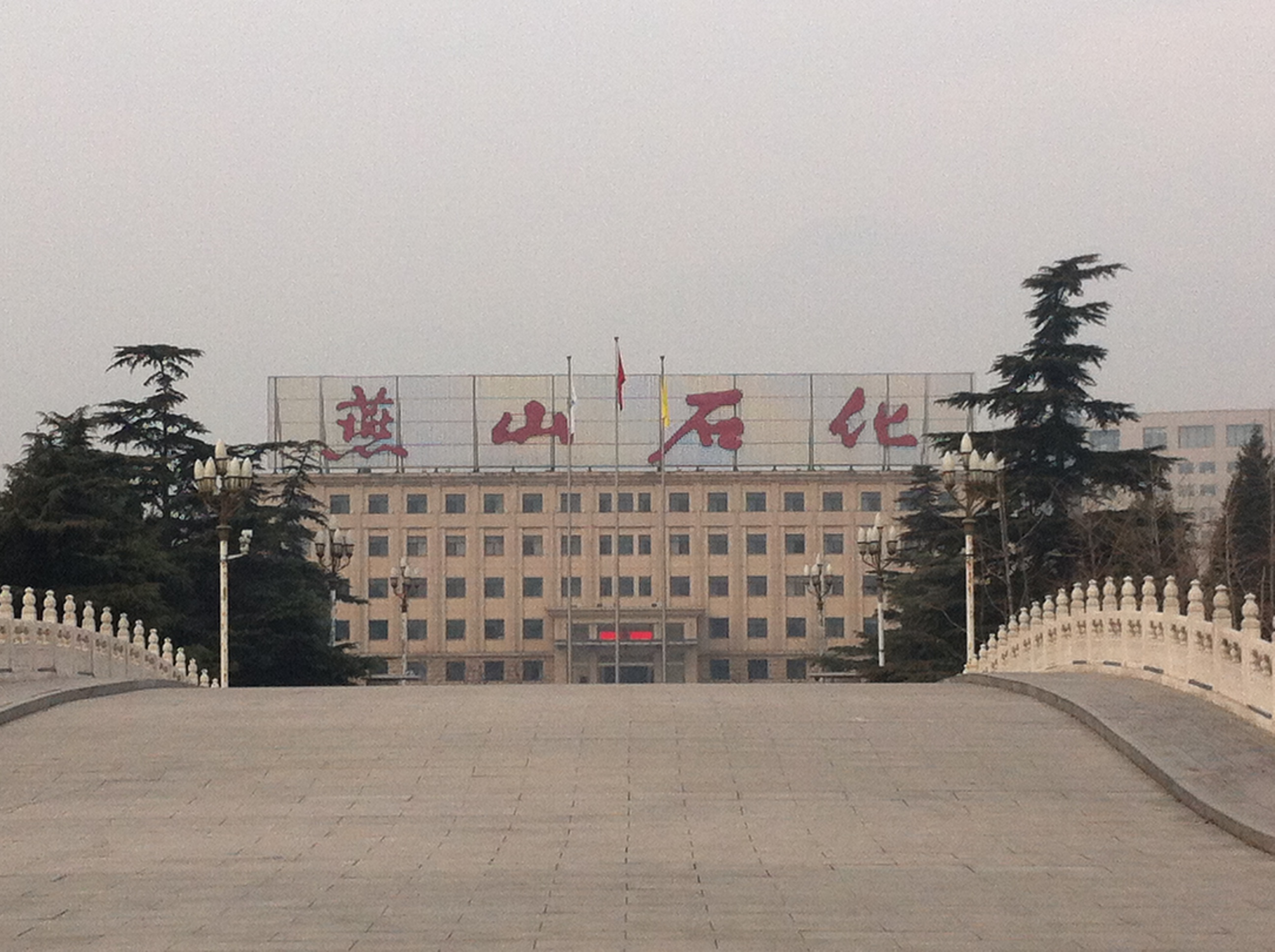
燕山石化总部

中国石油化工股份有限公司北京燕山分公司（简称燕山石化，原稱北京燕山石油化工公司、北京燕山石油化工股份有限公司）（除牌當時為0325.HK）--中國石化旗下公司，前香港上市公司。
創辦於1970年7月20日北京房山区燕山，主要業務為製造及銷售三類主要石油化工產品；即(i)樹脂及塑料；(ii)合成橡膠；及(iii)基本有機化工產品。本公司的主要生產設施包括71萬噸乙烯裝置（年設計能力）、高壓聚乙烯裝置、聚丙烯裝置、低壓聚乙烯裝置、苯酚丙酮裝置、順丁橡膠裝置及丁基橡膠裝置。全部來自中國收入。
1997年4月23日成立股份有限公司，並在香港及紐約上市，1998年7月27日，中國石化進行大改組，轉為中國石化控股公司。2005年1月17日，本公司已被中國石化控股公司以按照中國公司法第184條，透過北京飛天以吸收合併方式，以註銷本公司H股3.8港元私有化通過，正式2005年10月5日退出香港和紐約股市。同時註銷美國存託股份股票。

## 图集
- 生产厂区
- 生产厂区

## 外部連結
- 北京燕山石油化工網頁